# Kostino, Kărdjali
Kostino (în bulgară Костино) este un sat în comuna Kărdjali, regiunea Kărdjali,  Bulgaria. 

## Demografie
Componența etnică a satului Kostino
     Nicio identificare (100%)
     Altele (0%)
La recensământul din 2011, populația satului Kostino era de 256 locuitori. . Pentru 100% din locuitori nu este cunoscută apartenența etnică.